# Ahmed 3.
Ahmed 3. (osmannisk-tyrkisk:  احمد ثالث, Aḥmed-i sālis)  arabisk: أحمد الثالث, født den 30. december 1673, død 1. juli 1736) var sultan i Det Osmanniske Rige. Han tiltrådte som sultan i 1703, da broderen Mustafa 2. blev afsat.

## Opvækst og tiltræden
Ahmed var søn af Mehmed 4.. Hans mor var Gülnuş Sultan, der var af græsk afstamning. Ahmed besteg tronen i 1703, efter at Ahmed og janissarerne havde afsat broren Mustafa 2. efter utilfredshed med Mustafa mangel på kontrol med riget.

## Tiden som sultan
Ahmed 3. opnåede gode relationer til Frankrig, hvilket var præget af truslen fra Rusland. Begge Ahmeds hustruer var franske.
Han gennemførte jordreformer i 1705, hvilket reducerede de uroligheder, der havde præget brorens regeringsperiode. Tiden fra 1703 til 1730 blev kendt som tulipantiden (Lale devrı). Ahmed 3. ejede flere tulipanmarker, der blev vidt beundret. Under Ahmed 3. oplevede Osmannerriget en kulturel blomstringsperiode, bl.a. kendetegnet ved udviklingen af miniaturmalerier og litteratur. I 1727 tillod Ahmed 3. etableringen af en trykpresse med arabiske bogstaver, noget, der havde været forbudt i riget, der alene havde tilladt tryk på græsk, armensk og hebraisk.

### Russisk-tyrkiske krig (1710–11)
Under den Store nordiske krig var Osmannerriget formelt i alliance med Frankrig, der støttede Sverige i krigen mod Rusland. Osmannerriget var dog ikke direkte involveret i kampene. Efter Karl 12.'s nederlag ved Slaget ved Poltava i 1709 til Peter den Store flygtede han til et område i Moldavien, der var under osmannisk kontrol. Ahmed 3. accepterede at give asyl til den svenske konge, der herefter kunne opholde sig i Osmannerriget. I 1710 fil Karl 12. overtalt Ahmed 3. til at erklære krig mod Rusland. De osmanniske styrker sejrede ved Slaget ved Prut i 1711 og Ahmed 3. planlagde et felttog til Moskva med henblik på en gang for alle at nedkæmpe Rusland, hvis territoriale ekspansion sydpå havde truet osmannerne i mange år. Under krigen mod russerne benyttede en anden af Osmannerrigets fjender, Safavideriget, sig af lejeligheden til at invadere Osmannerriget, hvorfor Ahmed 3. opgav sine planer om et storstilet angreb på Rusland. Krigen mod Rusland blev afsluttet i 1711, hvor Rusland tilbagegav Azov og påtog sig at nedrive fæstningerne omkring Azovhavet, herunder fæstningen i Taganrog og at ophøre med sin indblanding i forhold vedrørende Den polsk-litauiske realunion. Herudover tillod Rusland sikker passage for Karl 12. tilbage til Sverige.
Karl 12. ønskede imidlertid, at Ahmed 3. skulle fortsætte krigen mod russerne, og forblev i Moldavien og indtil 1713, hvor Ahmed 3. besluttede at sende ham ud af riget. Efter en batalje ved Karl 12.'s lejr, vendte den svenske konge hjem til Sverige.

### Krige med Venedig og Habsburgerne
Ahmed erklærede i 1714 krig mod Venedig, og det lykkedes at generobre Morea (Peloponnesos).
Successen i krigen mod Venedig bekymrede Østrig, hvorfor den tysk-romerske kejser Karl 4. erklærede krig. Krigen blev afsluttet i 1718 med et tyrkisk nederlag, hvor osmannerne ved freden i Pozarevac måtte afstå Banatet, Nord-Serbien med Beograd og Lille Valakiet til Habsburgerne (Østrig). Nederlaget var en stor skuffelse for Ahmed og riget, og vilkårene i fredsaftalen havde en negativ effekt på Osmannerrigets økonomi.

### Krige mod Safavideriget og i Persien
Osmannerne drog fordel af Safaviderigets forfald og erobrede under Ahmed 3. områder af riget. Safavideriget mistede territorium i nord til Rusland, ligesom afghanske stammer overtog kontrol med dele af Safaviderigets territorium. Afghanerne forlangte, at osmannerne trak sig ud af de erobrede områder af Safavideriget, hvilket ledte til krig i 1726-27. Krigen endte med militært nederlag til osmannerne, men ved fredsslutningen lykkedes det osmannerne at bevare kontrollen over de erobrede områder i Safavideriget mod til gengæld af acceptere afghanernes egne erobringer.

## Afsættelse og død
Ahmed 3. blev upopulær grundet sit store personlige forbrug og hang til luksus. Den 20. september 1730 udbrød et oprør ledet af en gruppe janissarer, og sultanen blev tvunget til at opgive sin trone til sin nevø Mahmud 1. (1730–54). Han blev sat i husarrest i Kafes i Topkapi-paladset, hvor han døde den 1. juli 1736.